# Muni
Muni (sanskryt मुनि, „milczący”, od „mauna” – cisza) – termin określający mędrców pustelników i indyjskich ascetów.
Mędrcy tego typu nie posiedli wiedzy o prawdzie istnienia na podstawie nauk tekstów, lecz poprzez samorealizację.

## Hinduizm
- W Rygwedzie nazwa muni odnosiła się do ekstatyków znanych wedyjskim ryszim, jednak sytuowanych poza ortodoksją rytualistycznego braminizmu[4]
- W dużo późniejszym dziele Laghujogawasisztha[5] munich dzieli się na dwa rodzaje:

1. kaszthatapaswinów – ascetów stale przebywających w bezruchu
2. dźiwanmuktów – wyzwolonych za życia w ciele fizycznym

### Przykłady użycia tytułu
- Sri Swayamprakasa Muni

## Buddyzm
Określeniem tym tytułuje się Siddharthę Gautamę: Śakjamuni – to mędrzec z (rodu) Śakjów